# Castrum doloris
Castrum doloris (latin: smertens leje) er den offentlige fremvisning af prominente personers kiste inden begravelsen. Den viser den døde i dennes magt og vælde.
Kisten står på en katafalk under en baldakin flankeret af lys, blomsterdekorationer, æresvagt og symboler på den dødes position som kroner, kronregalier, ordener og våbenskjold.
Hvis liget ligger til fremvisning, er der tale om lit de parade.

## Historie
Skikken kan føres tilbage til pavernes begravelsesceremoniel i midten af 1300-tallet. Den havde sin storhedstid i 1600- og 1700-tallet, hvor den var tæt forbundet med barokkens glæde ved iscenesættelser og storslåede ceremonier.

## I Danmark
I Danmark blev castrum doloris en fast del af det kongelige begravelsesceremoniel, efter enevælden indførtes i 1660. Frederik 3. var den første konge, der lå på castrum doloris (i 1670). Kongen eller dronningen lå umiddelbart efter døden på lit de parade i de kongelige gemakker i en åben kiste. Efter et stykke tid lukkedes kisten, der blev overført til slotskirken, hvor den stod på castrum doloris.
Castrum doloris er det eneste af enevældens ceremoniel, der stort set gennemføres uændret. Det er den sidste ceremoni, hvor de danske kronregalier anvendes. Ved regentens castrum doloris vogtes kisten af de tre sølvløver fra Rosenborg.
Sidste gang castrum doloris brugtes i Danmark, var da Prins Henrik, Dronning Margrethe d. 2.s mand, lå på castrum doloris i Christiansborg Slotskirke i tre dage i februar 2018. Derudover lå flere danske konger og dronninger på castrum doloris her. Begge dronning Margrethes forældre: Hendes far kong Frederik 9. i 1972 og hendes mor dronning Ingrid i 2000.
Siden 1900 har fire konger, to dronninger og en prins ligget på castrum doloris i Danmark.
I 1906 kong Christian 9. og seks år efter hans søn Kong Frederik 8.. I 1947 døde Kong Christian 10. og lå på castrum doloris. Det samme skete i 1972 med Kong Frederik 9. og i 2000 Dronning Ingrid. Prins Henrik og de andre kongelige lå på castrum doloris i Christiansborgs Slotskirke.
Slotskirken bliver ofte brugt. En undtagelse er i 1952, hvor Christian 10.s dronning Alexandrine lå på castrum doloris i Sankt Lukas Stiftelsen i Hellerup, hvor hun døde.